# Coll de l'Espinàs (Sant Llorenç de Cerdans)
El Coll de l'Espinàs és una collada situada a 1.098,9 m alt en el límit dels termes comunals d'Arles i de Sant Llorenç de Cerdans, tots dos a la comarca del Vallespir (Catalunya del Nord).
Està situat a l'extrem nord del terme de Sant Llorenç de Cerdans i al sud del d'Arles, al nord-oest de la Serra de la Garsa i al sud-est del Puig de l'Estella.